# Thricops cunctans
Thricops cunctans är en tvåvingeart som först beskrevs av Johann Wilhelm Meigen 1826.  Thricops cunctans ingår i släktet Thricops och familjen husflugor. Arten är reproducerande i Sverige. Inga underarter finns listade i Catalogue of Life.